# Новосибирск-Главный
Новосиби́рск-Гла́вный — узловая железнодорожная станция Новосибирского региона Западно-Сибирской железной дороги, находящаяся в Железнодорожном районе города Новосибирска.

## История
Строительство железнодорожной станции началось    на правом берегу реки Оби в начале Среднесибирского участка Сибирской железной дороги началось в мае 1893 года. 1 декабря 1894 года было открыто движение поездов в сторону станции Болотная.
Станция была открыта в 1896 году и являлась крайней западной стыковой станцией начинавшейся с правого берега Оби Средне-Сибирской железной дороги с Западно-Сибирской железной дорогой тех времён (Челябинск — левый берег Оби). Станция была основана в 8 верстах (около 9 км) от станции Кривощёково. При станции были построены паровозное депо, сборочная, вагонная, кузнечно-литейная, слесарно-токарная мастерские. На станции работало около 450 рабочих, возле вокзала станции были построены церковь Святого пророка Даниила, двуклассное училище для обучения детей железнодорожников, железнодорожная больница.
От станции была проложена железнодорожная ветвь до пристани на реке Оби для дальнейшей перевозки железнодорожным транспортом грузов доставляемых водным путём, в первую очередь сельскохозяйственной и металлургической продукции из Алтайского горного округа.
Станция была построена недалеко от небольшого селения Гусевка (предположительно, Кривощёковский выселок) Кривощёковской волости Томского уезда, в котором к началу его строительства имелось 24 двора и проживало 104 души обоих полов. К 1893 году с началом строительства участка Обь — Красноярск Средне-Сибирской железной дороги в этот посёлок начинают съезжаться жители Тобольской, Томской, Енисейской губерний, а также оседать переселенцы из европейской части России. К началу XX века население стихийно разросшегося посёлка уже составило 15 000 душ, в связи с чем, Кабинетом Его Императорского Величества был произведён отвод земель возле устья реки Каменки площадью в 1600 десятин, а посёлок переименован в Ново-Николаевск.
В 1897 году достраивается и открывается железнодорожный мост через реку Обь,  станция соединяется с общей железнодорожной сетью страны.
В 1898 году было открыто движение до станции Красноярск, а в 1899 году, после постройки крупнейшего в азиатской части страны железнодорожного моста через реку Енисей до станции Иркутск. В этом же году на восток только зерновых продуктов было отправлено со станции около 23 000 тонн, общая мощность станции ориентировочно составляла около 5 миллионов пудов отправляемых грузов. Возле станции возникает крупный врачебно-питательный переселенческий пункт Переселенческого управления, в котором оказывается помощь переселенцам, следующим в частности в Алтайский горный округ и Томский уезд.
Грузооборот станции рос быстрыми темпами: с 1,8 миллиона пудов в 1897 году он увеличился к 1907 году до 11,2 миллиона пудов. Станцию Обь в 1909 году переименовали в Новониколаевск I-Пассажирский, в 1924 году — в Новониколаевск-Пассажирский, а в 1926 году — в Новосибирск-Пассажирский, в связи с переименованием города. При этом расположенную на левом берегу Оби станцию Толмачёво Западно-Сибирской железной дороги в 1934 году переименовали в станцию Обь.
Станция электрифицирована в 1952 году постоянным током 3 киловольта.

## Описание

### Вокзал станции

##### Первые здания

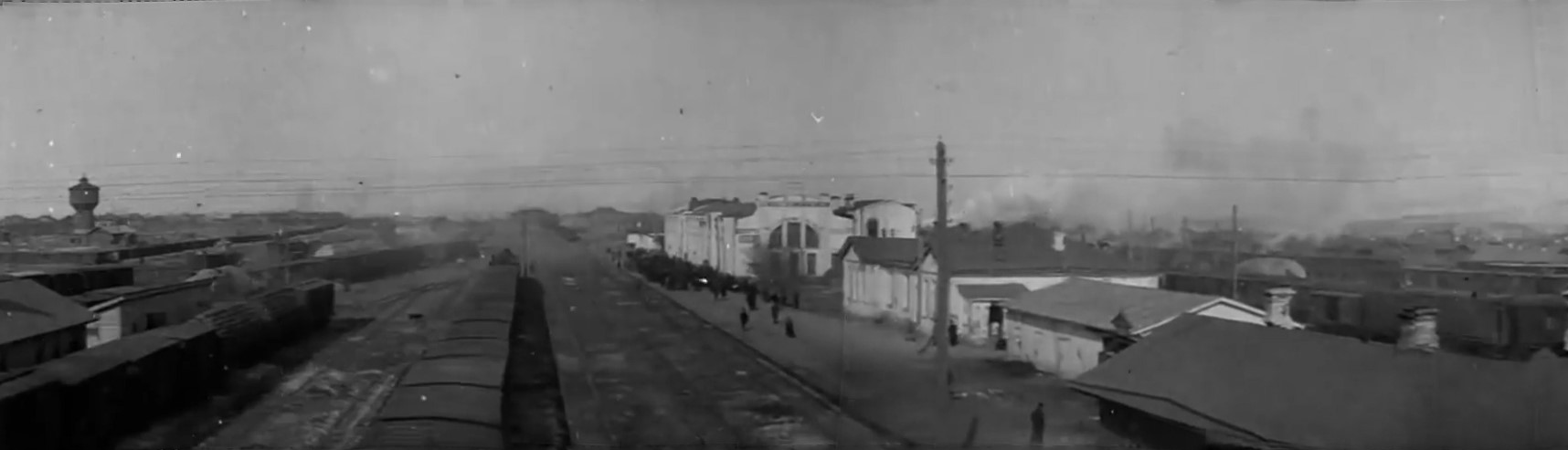
Станция Новониколаевск в 1919 году

Здание вокзала построили по V классу с двумя станционными путями. В 1897 году был выстроен деревянный вокзал III класса с залами ожидания, почтой и буфетом, в 1906 году к нему добавили каменную двухэтажную пристройку, в 1914 году — ещё одну.

##### Современное здание
55°02′08″ с. ш. 82°53′46″ в. д.

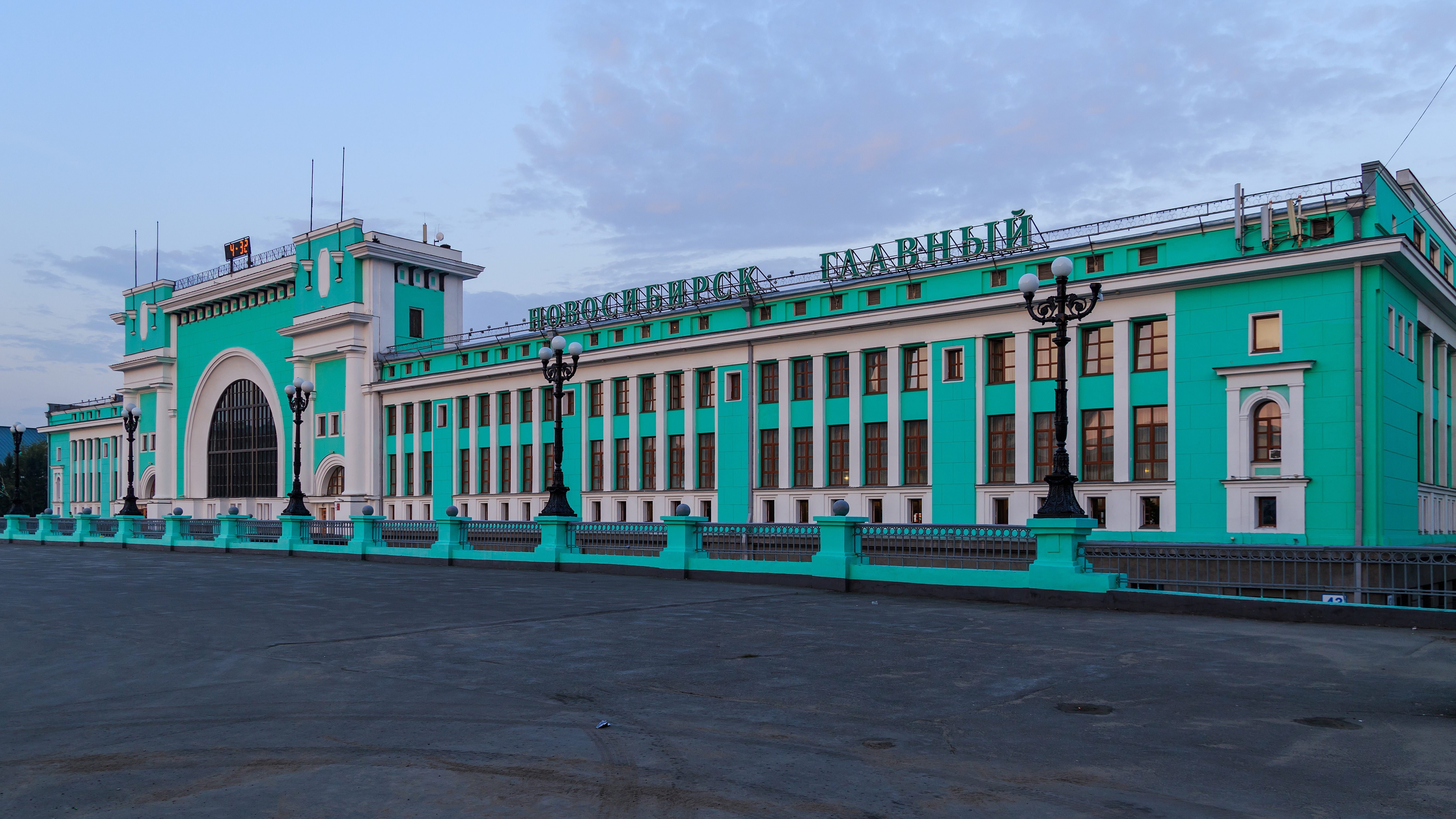
Вокзал станции, верхняя часть здания со стороны привокзальной площади. 2016 год

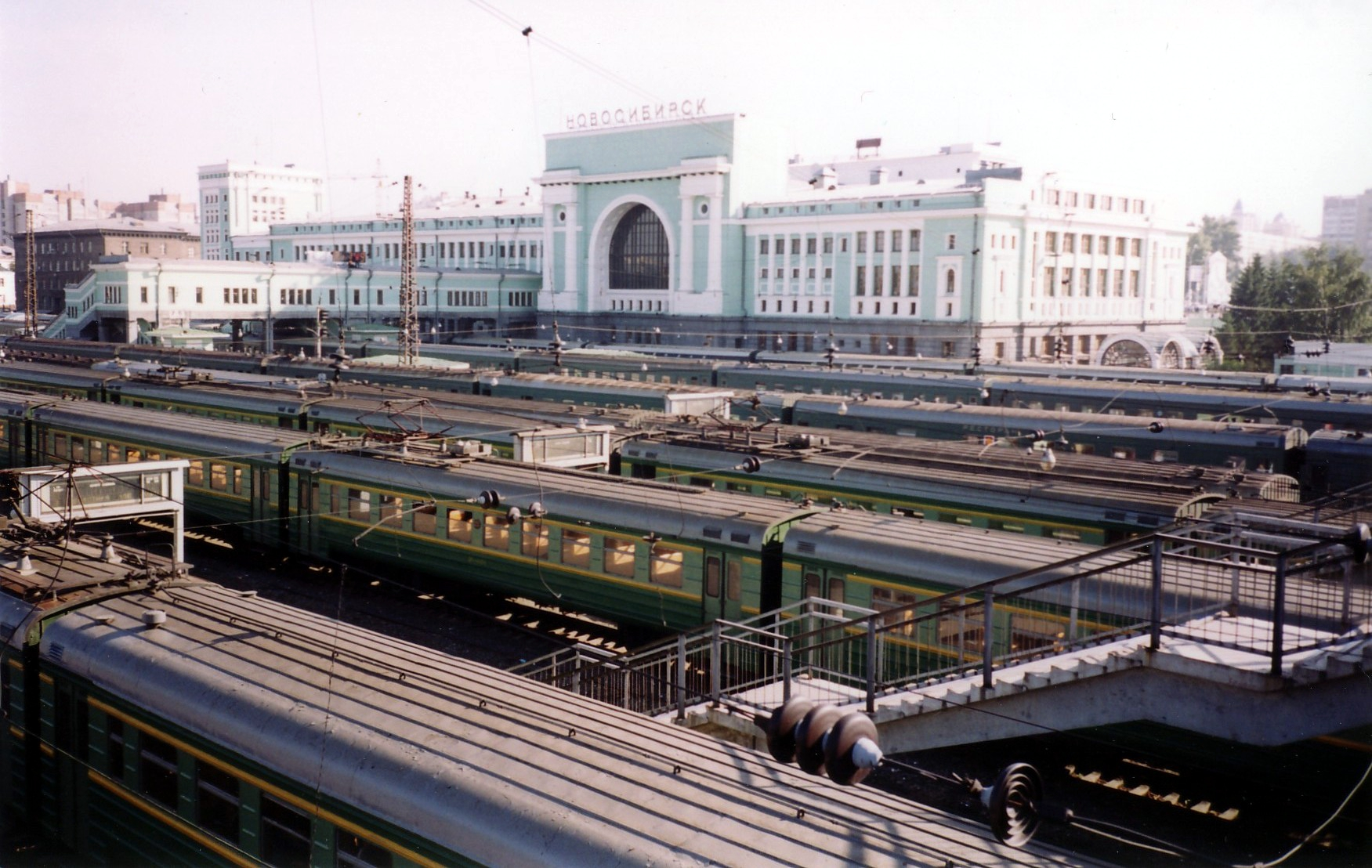
Пассажирский парк и вокзал станции.

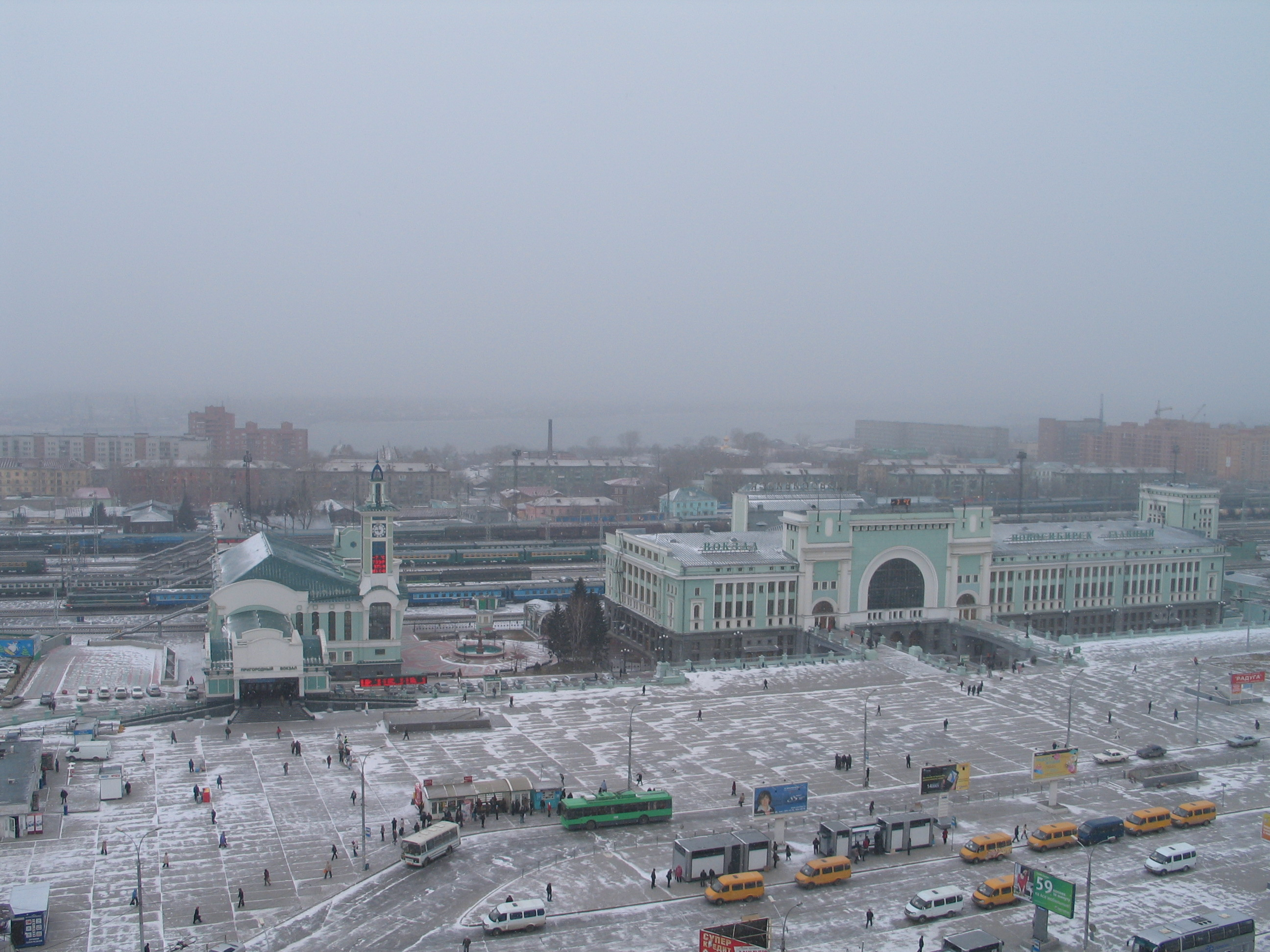
Площадь Гарина-Михайловского, вокзал, пригородный павильон, парк станции. На дальнем плане за жилыми домами видна река Обь.

В 1929 году Московское архитектурное общество по поручению управления Омской железной дороги объявило конкурс проектов железнодорожного вокзала на станции Новосибирск-Главный. Первую премию получил проект Н. Г. Волошинова. Архитектура здания предполагалась лаконичной, в стилистике конструктивизма. В объёмно-пространственном решении вокзала можно угадать образ мчащегося на восток паровоза. Арочно-сводчатое перекрытие вокзала предполагалось продлить над путями станции в виде распределительного зала, в котором должны были разместиться зал ожидания с рестораном, с лестницами к перронам.
В июле 1930 года городская планировочная комиссия внесла в проект ряд изменений. Дальнейшая разработка проекта была поручена киевскому отделению Гипротранса. По рабочему проекту из Киева в 1931 году были заложены фундаменты вокзала. Однако теперь архитектурный облик вокзала вызывает сомнение у руководства треста «Сибстройпуть». Проект перерабатывался ещё несколько раз, вначале Б. А. Гордеевым, затем Г. Б. Бархиным и А. 3. Гринбергом; по их схеме в Сибирском отделении «Стандартгорпроекта» был составлен окончательный проект. Уникальную арочную конструкцию центрального зала разработал инженер Николай Никитин.
После директивного изменения «стилистической направленности советской архитектуры» в Новосибирске провели конкурс на внешнюю архитектуру фасадов вокзала. В итоговом проекте центральная часть вокзала имеет композицию триумфальной арки, обрамлённой пилястрами тосканского ордера и увенчанной большим аттиком, скрывающим снаружи железобетонную параболу свода главного кассового зала.
Вокзал был принят Государственной комиссией в эксплуатацию 25 января 1939 года.
В 1999 году был закончен капитальный ремонт здания по проекту института «Сибжелдорпроект». Обновлены фасады, для облицовки стен и пола были использованы природные материалы гранит и мрамор.
В 2006 году к югу от главного здания вокзала построен пригородный павильон с часовой башней. В него можно попасть с привокзальной площади, с улицы Шамшурина и из метро. Крытый пешеходный конкорс соединяет вокзальное здание с пассажирскими платформами. На верхнем уровне вокзала со стороны города, на высоте около семи метров, находятся два небольших мостика, которые соединяют здание с привокзальной площадью. Между этими мостиками находится лестница, по которой можно спуститься к нижнему уровню вокзала.
В 2011 году на пригородном вокзале введены в действие турникеты для прохода к пригородным поездам. Для перехода на Владимировскую улицу через железную дорогу построен специальный обходной мост шириной 9,5 м, также имеющий спуски к платформам. На мосту установлен турникетный павильон, к которому примыкает более узкий дополнительный пешеходный мост, идущий с улицы Шамшурина.
Вокзал станции Новосибирск-Главный занимает площадь около 30 тыс. м² и может вмещать одновременно до 3,9 тыс. пассажиров.
Багажное отделение расположено в цоколе под привокзальной площадью напротив фасада вокзального здания.

### Памятники

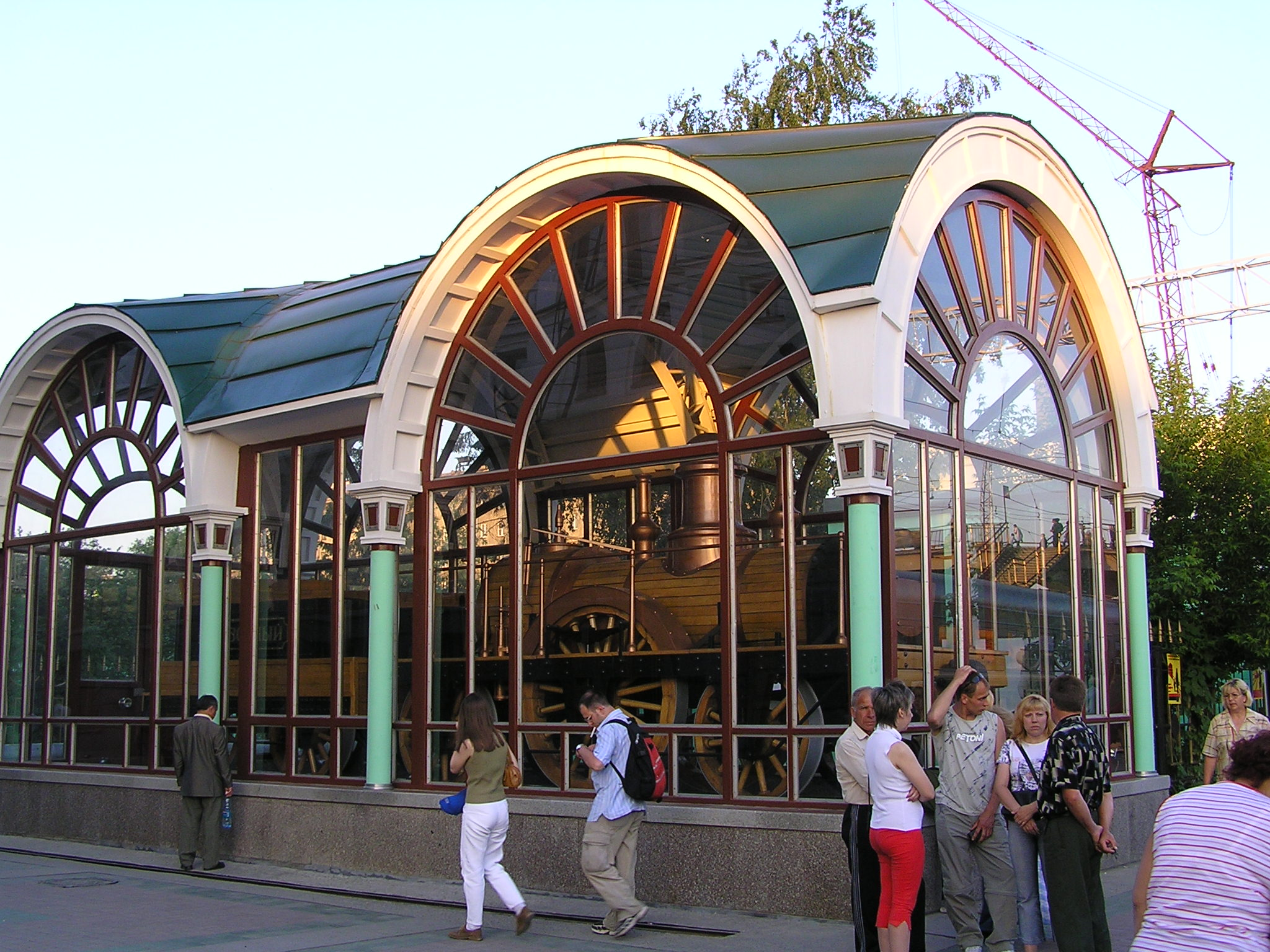
Макет паровоза «Проворный» на ст. Новосибирск-Главный.

- На фасаде вокзала станции на перронной стороне, недалеко от выхода, располагается памятная табличка с текстом: «На этом месте была станция Обь, где в 1897 году, следуя в село Шушенское, останавливался В. И. Ленин».
- На этом же фасаде вокзала установлена памятная табличка, отмечающая вокзал как место, с которого сибиряки отправлялись на фронт в годы Великой Отечественной войны.
- С западной стороны, между вокзалом и пригородным вокзалом, в стеклянном ангаре стоит макет паровоза «Проворный», который в 1840-х годах работал на Царскосельской железной дороге.

### Привокзальная площадь
Привокзальная площадь в 1956 году была переименована в честь Н. Г. Гарина-Михайловского. Под ней находится станция метро «Площадь Гарина-Михайловского». На северо-восточной стороне площади в 1927 году по проекту И. А. Бурлакова было построено здание Транспортного потребительского общества, в котором сегодня размещается банк ВТБ 24 (ранее «Транскредитбанк»). Справа от него возвышается 24-этажная гостиница «Новосибирск», построенная в 1970-х годах.

### Перевалочный пункт
При станции действует одноимённый железнодорожный перевалочный пункт, учитывающийся как её часть и связанный с ней подъездными путями. На нём проходит только перевалка грузов на реку.

## Пассажирское движение

### Основные направления
| Страна  | Пункт назначения |
| ------- | --- |
| Россия1 | Москва, Санкт-Петербург, Абакан, Адлер, Анапа, Белгород, Барабинск, Барнаул, Бердск, Бийск, Владивосток, Иркутск, Искитим, Кемерово, Кисловодск, Красноярск, Кулунда, Мошково, Новокузнецк, Рубцовск, Самара, Северобайкальск, Тихорецкая, Томск, Тында, Улан-Удэ, Черепаново, Чита |

1 — В связи с распространением коронавирусной инфекции введены ограничения: некоторые поезда могут быть временно отменены до особого указания..

### Перевозчики и расписание
| Перевозчик                                                              | Дистанция                 | Расписание                                                              |
| ----------------------------------------------------------------------- | ------------------------- | ----------------------------------------------------------------------- |
| Российские железные дороги (ФПК)                                        | Дальнее следование        | РЖД Архивная копия от 1 сентября 2021 на Wayback Machine                |
| «Экспресс-пригород» Архивная копия от 6 августа 2020 на Wayback Machine | Пригородное сообщение     | «Экспресс-пригород» Архивная копия от 6 августа 2020 на Wayback Machine |
| «Кузбасс-пригород» Архивная копия от 11 декабря 2021 на Wayback Machine | Межрегиональное сообщение | «Кузбасс-пригород» Архивная копия от 11 декабря 2021 на Wayback Machine |